# LE
Ahn Hyo-jin (hangul: 안효진), mer känd under artistnamnet LE (hangul: 엘리), född 10 december 1991 i Cheonan, är en sydkoreansk sångerska, rappare och låtskrivare.
Hon har varit medlem i den sydkoreanska tjejgruppen EXID sedan gruppen debuterade 2012. Innan hon gick med EXID var hon med i gruppen Jiggy Fellaz och gick under artistnamnet Elly.

## Diskografi

### Singlar
| År   | Titel                                               | Topplacering          |
| År   | Titel                                               | Sydkorea (Gaon Chart) |
| ---- | --------------------------------------------------- | --------------------- |
| 2011 | "Whenever You Play That Song" (med Huh Gak)         | —                     |
| 2013 | "You Got Some Nerve" (med Yong Jung-hyun & Feeldog) | —                     |
| 2014 | "Blacklist" (av Hyuna)                              | 17                    |